# Філарет (Кучеров)
Митрополит Філарет (в миру Сергій Іванович Кучеров; нар. 9 серпня 1972, Київ) — архієрей УПЦ Московського патріархату. Митрополит Львівський і Галицький. Настоятель Храму преподобного Сергія Радонезького в Києві. Противник визнання незалежної української церкви.

## Біографія
Народився в Києві 9 серпня 1972 року в родині військового. До навчання в середній школі проживав у селі Норинську Овруцького району. Згодом сім'я переїхала в місто Цілиноград (нині — Астана) в Казахстані.
З 1978 по 1988 навчався в середній школі в Цілинограді. З 1985 по 1990 працював у хірургічному й операційному відділенні 1 міської клінічної лікарні. З 1990 по 1994 роки навчався в Московській духовній семінарії. Під час навчання і до 1996 року був іподияконом єпископа Істринського Арсенія Єпіфанова та патріарха Московського РПЦ Алексія II.

### Повернення в Україну
З 1996 по 1999 роки навчався у Київській духовній академії УПЦ МП (тема дипломної роботи — «Століття екуменізму: перспективи та проблеми»).
25 червня 1996 року зачислений до братії Успенської Києво-Печерської лаври.
25 серпня 1996 року намісником Лаври архимандритом Павлом пострижений у чернецтво з ім'ям Філарет на честь святителя Філарета (Амфітеатрова).
28 серпня 1996 року митрополитом Сабоданом висвячений у диякона, 4 грудня того ж року — в ієромонаха.
4 грудня 1998 року зведений у сан ігумена, 28 серпня — у сан архимандрита.
З 28 серпня 1996 року по 3 березня 2003 був секретарем Духовного собору Києво-Печерської лаври.
З 9 липня 1997 року по 5 лютого 2001 — скарбник лаври.
3 березня 2003 року призначений головою Синодального відділу УПЦ «Місія соціальної допомоги дітям».
5 жовтня 2008 року призначений настоятелем Храму преподобного Сергія Радонезького в Києві.
Рішенням Священного Синоду УПЦ від 23 грудня 2010 року призначений єпископом Дрогобицьким, вікарієм Львівської єпархії УПЦ.
2 січня 2011 в Трапезному храмі Києво-Печерської лаври висвячений на єпископа-вікарія Дрогобицького.
10 лютого 2011 року, в результаті об'єднання синодальних відділів «Місія соціальної допомоги дітям» та «Церква і медицина» в Синодальний відділ у справах медицини, став його головою.
31 серпня 2011 року, від Всеукраїнської ради Церков і релігійних організацій обраний членом Громадської ради Державного агентства земельних ресурсів України на засіданні її установчих зборів.
Рішенням синоду УПЦ МП 20 липня 2012 року призначений єпископом Львівським і Галицьким, керівником Львівської єпархії.
28 липня 2017 року, Митрополитом Київським і всієї України Онуфрієм піднесений до сану архієпископа. 
17 серпня 2019 року возведений у сан митрополита.
Входить до Поважної ради Громадської ініціативи «Орден святого Пантелеймона».
31 жовтня 2024 в числі інших архієреїв УПЦ МП підписав заяву, в якій засудив анексію Російською Православною церквою Донецької єпархії, зняття її керівника митрополита Іларіона і заміни на росіянина, уродженця Рязанської області Росії, архієрея з Далекого Сходу.

## Критика
Наприкінці вересня 2018 року був занесений в базу Миротворець.

## Погляди
На Успенських читаннях заявив про необхідність церковної єдності в Україні. «Якщо ми не захочемо війни, то її і не буде». Законна автокефалія приведе до того, що люди, які наразі перебувають в схизмі, приєднаються до Церкви. Ми мусимо іти назустріч цим діям. Дуже важливим є міжконфесійний мир. Також важлива підтримка держави щодо свободи вибору для людей.

## Нагороди
Нагороджений такими церковними нагородами:
- Орден святого рівноапостольного князя Володимира III ступеня (Російська православна церква).
- Орден «Різдво Христове» I та ІІ ступенів.
- Орден святого рівноапостольного князя Володимира ІІ ступеня.
- Орден преподобного Нестора Літописця ІІ ступеня.
- Орден преподобного Іллі Муромця ІІ ступеня.
- Орден святителя Луки Кримського.
- Відзнака Митрополита Київського і всієї України Володимира.

30 листопада 2012 року з нагоди річниці всеукраїнського референдуму 1991 року та розвиток державно-церковних стосунків в галузі охорони здоров'я, Президент України Віктор Янукович нагородив єпископа Філарета орденом «За заслуги» III ступеня.